# Russzkaja Poljana-i járás

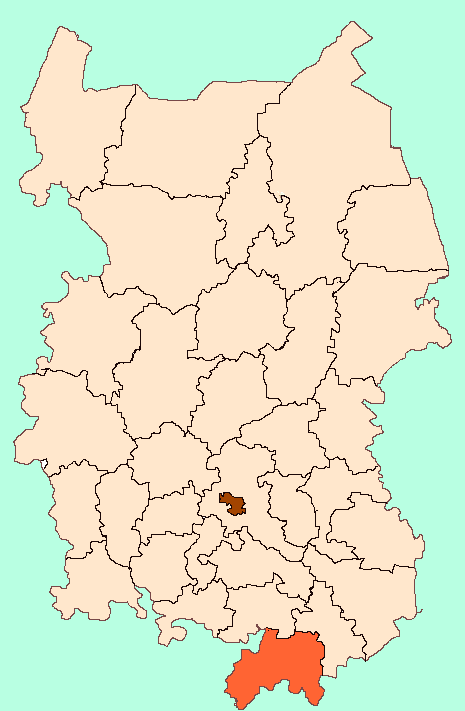
A Russzkaja Poljana-i járás az Omszki területen

A Russzkaja Poljana-i járás (oroszul Русско-Полянский район) Oroszország egyik járása az Omszki területen. Székhelye Russzkaja Poljana.

## Népesség
- 1989-ben 26 959 lakosa volt.
- 2002-ben 24 481 lakosa volt.
- 2010-ben 19 333 lakosa volt, melynek 63,19%-a orosz, 14,26%-a kazah, 10,94%-a ukrán, 6,87%-a német, 0,74%-a tatár.